# 중화역 (중화)
중화역(中和驛)은 조선민주주의인민공화국 황해북도 중화군에 있는 평부선의 철도역이다.